# بریانک
بِریانَک یکی از قدیمی‌ترین محله‌های تهران است. این محل از شرق به محله دخانیات و بزرگراه نواب، از غرب به خیابان‌های عرب، دعوتی و پوراسلامی، از شمال به خیابان محبوب‌مجاز (سینا) و خیابان کمیل و از جنوب به خیابان قزوین دسترسی دارد.

## پیشینه
بریانک در قدیم بخشی از دهستان غار در بخش ری شهرستان تهران به حساب می‌آمد و ۱۰۰ نفر جمعیت داشته‌است؛ ولی امروزه در شهر تهران قرار دارد.
دلیل نامگذاری بریانک قلعه‌ای در این منطقه به نام قلعه بیرونک بود. قلعه بیرونک قلعه‌ای بود که در زمان قاجار و یا صفویه، ساکنین منطقه در آن زندگی می‌کردند. قلعه بیرونک احتمالاً در جایی قرار داشت که امروزه میدان بریانک شده است. این قلعه، سالیان سال از ساکنین منطقه در مقابل تهاجمات خارجی محافظت می‌کرد. دلیل نامگذاری قلعه بیرونک نیز این بود که این قلعه در حوزه روستای جی قرار داشت. قلعه جی، قلعه اصلی منطقه جی بود و قلعه بیرونک، قلعه‌ای بود که خارج از قلعه اصلی قرار داشته و احتمالاً مراودات بسیاری را با اماکنی قلعه اصلی داشت.
به جز قلعه بیرونک باقی منطقه را باغات و اراضی کشاورزی تشکیل می‌داد که تحت مالکیت ساکنین قلعه بیرونک بود. مجموعه این شرایط در شکل‌گیری و تداوم زندگی در بریانک تأثیر بسزایی داشت.
از جمله باغ‌های محل می‌توان باغ‌های کمپانی (متعلق به خاندان کمپانی) را نام برد که هم‌اکنون ساختمان تبدیل شده‌است.
خیابان بریانک به دو قسمت شرقی و غربی بوده که پس از ایجاد بزرگراه نواب ارتباط بین دو قسمت قطع شده‌است. سنگ‌فرش این خیابان در زمان قدیم (حدوداً ۳۰ سال گذشته) توسط آلمان‌ها انجام گردیده که یکی از مقاومترین خیابان‌های تهران از نظر تحمل وزن بسیار بالا در مورد تردد وسایل نقلیه می‌باشد بطوری‌که در هنگام حفر کانال جهت انجام لوله‌کشی گاز در دهه گذشته بیل مکانیکی دچار ایراد می‌گردید، از جمله محلهای تفریحی و دیدنی موزه حیات وحش -هفت چنار که در حال حاضر به دلیل عدم رسیدگی تعدادی از چنارهای آن خشک شده‌است. موقعیت این خیابان از سمت بزرگراه نواب انتهای ساخت و سازهای طرح نواب در سمت چپ و راست آن می‌باشد.
از بوستان‌‌های معروف این محل می‌توان به باغ حکیم، هفت‌چنار، ۲۲ بهمن (کمپانی)، نور، اعتماد، ناظمی و از خیابان‌های شاخص این محله می‌توان به گلستانی، حسام الدین، دعوتی (هفت‌چنار)، خوش جنوبی، محبوب‌مجاز (سینا) و بلوار بریانک اشاره کرد.

## ساختمان‌های اداری
مهم‌ترین ساختمان اداری قرار گرفته شده در محلهٔ بریانک، ساختمان آموزش پرورش منطقهٔ ۱۰ تهران است. محل این ساختمان در بلوار بریانک و قبل از میدان بریانک است. به دلیل حضور ساختمان آموزش پرورش منطقه ۱۰ در بریانک، این محله میزبان تعداد زیادی دبستان، دبیرستان و هنرستان و مدرسهٔ کودکان استثنایی در خود است.

## ایستگاه مترو بریانک
در تاریخ ۲۰ خرداد ۱۳۹۶ خط ۷ متروی تهران افتتاح شد. در حد فاصل ۱۲ دقیقه ایستگاه بریانک آمادهٔ مسافرگیری بوده و مسافران می‌توانند از ساعت ۵:۴۴ صبح تا ۲۲:۴۴ شب اقدام به استفاده از مترو کنند.
از مهم‌ترین پیشرفت‌های محله بریانک در چند سال اخیر افتتاح ایستگاه مترو است. بعد از تأسیس این ایستگاه به خط مترو ۷ تهران متصل شد که ۲ ایستگاه دیگر این خط یعنی کمیل و رودکی نیز در منطقه ۱۰ شهرداری تهران قرار دارند.

#### دسترسی‌ها
دسترسی در خرید ملک یکی از فاکتورهای مهم بوده و هست با توجه به وجود مرز طرح ترافیک در سمت راست و قسمت شرقی وجود دسترسی‌های متنوع یکی از مزیت‌های محله بریانک است. ایستگاه مترو، وجود خط بی ار تی در قست شرقی، دسترسی به خیابان قزوین و اتصال به خیابان خوش که منتهی به آزادی می‌شود از جمله دستری‌های محله بریانک است.

#### فضای سبز
وجود پارک‌های متنوع در این محله باعث شگفتی افراد غیر بومی در این محله می‌شود. سابقه داشتن باغ‌های زیاد در این محدوده و حفظ این باغ‌ها و تبدیل به پارک توسط شهرداری هوای مطبوع تری به نسبت سایر محله‌های منطقه ۱۰ دارد. تراکم منازل مسکونی در منطقه ۱۰ باعث کاهش سرانه فضای سبز در این منطقه شده که به لطف محله بریانک این شاخص کمی بهبود پیدا کرده‌است.

#### ساختار محله
در این محل اقوام زیادی مانند طالقان‌ها، اراکیها، خالد آبادی‌ها، تویسرکانی‌ها و لرستانی ها و سیردانی ها و یزدی ها زندگی می‌کند.
یکی از بزرگ‌ترین مساجد و قدیمی‌ترین مسجد بهنام مسجدالمهدی قرار دارد و یکی از بهترین کوچه‌های این محل کوچه کربلایی کریمی به حساب می‌آید.